# Steinernes Meer (Vorarlberg)

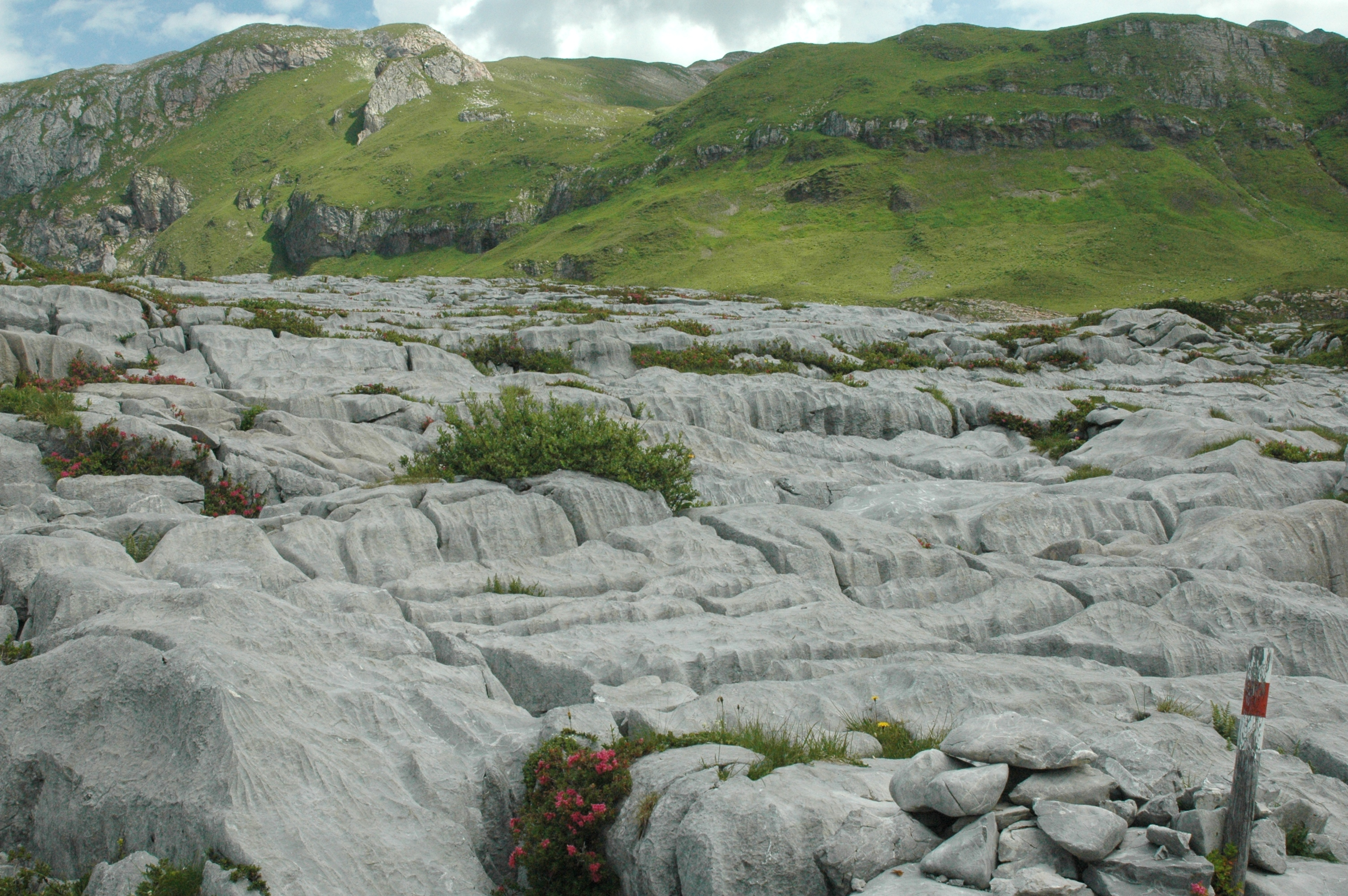
Ansicht von Westen

Detailaufnahme von Karstformationen

Das Vorarlberger Steinerne Meer ist eine alpine Karsthochfläche im Lechquellengebirge am Formaletsch (2.292 m) bei Lech.
Das Steinerne Meer liegt rund zwei Kilometer östlich des Formarinsees, auf dem Gebiet der Gemeinde Dalaas im Klostertal, in einer Höhenlage zwischen 2050 und 2100 m.
Der Aufstieg erfolgt vom Formarinsee bzw. der dortigen Freiburger Hütte oder von der Formarinalpe aus. Im Karst des Formaletsch und Steinernen Meeres finden sich häufig versteinerte Korallenstöcke, Schalen von Muscheln (Megalodonten, Kuhtrittmuscheln), Riesenmuscheln, Turmschnecken, Ammoniten und Belemniten, die dem Steinernen Meer auch den Namen gegeben haben.
Die Gesteine des Steinernen Meers wurden vor etwa 200 Mio. Jahren abgelagert. Eine Kalkplatte aus Oberrhätkalk mit dünn auflagernden Bänken von Rotem Liaskalk liegt auf wasserstauenden, undurchlässigen Kössener Schichten und bildet einen vielfach durchlöcherten und zerklüfteten Felskörper. Jegliches Schmelz- und Niederschlagswasser verschwindet in diesem verkarsteten Kalkgestein. Es gibt hier keine oberflächlichen Gewässer.
Die einzelnen Schollen des Kalkgesteins sind teilweise an senkrechten Klüften abgesunken, was an der Oberfläche durch Karstgassen und Senkungsfelder zu erkennen ist. Sowohl scharfkantige Lösungsformen als auch durch Gletscherschliff gerundete Buckel kommen vor. In Randbereichen ist teilweise Schichttreppenkarst ausgebildet. Die Begehbarkeit des landschaftlich reizvollen Geländes wird durch ein dichtes Netz von Einsturz- und Lösungsdolinen, Spalten und Kluftkarren erschwert. Den Pflanzenbewuchs der Kluftkarren bilden hauptsächlich verschiedene Arten von Farnen (Schildfarne, Blasenfarne, Streifenfarne).
Direkt in oder unter diesem Karstplateau von etwa 1 km² Ausdehnung verläuft die Rhein-Donau-Wasserscheide, gleichzeitig Europäische Kontinentalwasserscheide.

## Karten
- Otto Ampferer, Theodor Benzinger, Otto Reithofer: Geologische Karte der Lechtaler Alpen 1:25.000, Blatt Klostertaler Alpen. Deutscher und Österreichischer Alpenverein / Geologische Bundes-Anstalt, Wien 1932
- Österreichische Karte 1:50.000 (ÖK 50): Blatt 142 Schruns. Bundesamt für Eich- und Vermessungswesen, Wien 1995

Koordinaten: 47° 9′ 52″ N, 10° 1′ 23″ O